# زيلبور جذيلي
زيلبور جذيلي (الاسم العلمي:Xyleborus baculum) هو نوع من الحشرات يتبع جنس الزيلبور من فصيلة السوسية الحقيقية.